# Ploumanac'h
Ploumanac'h is een gemeente in het Franse departement Côtes-d'Armor, in Bretagne) en maakt deel uit van het arrondissement Lannion. Het ligt net iets oostelijk van Trégastel.
Hier vindt men eigenaardige rotsformaties op de heide en aan de kust. In het bijzonder bij de Pointe du Squewel (Bretoens: Ar Skevell) staan de eigenaardige vormen van rotsblokken, die silhouetten vormen als het Château de Diable Duivelskasteel, de Chapeau de Napoleon hoed van Napoleon en het Silhouette de Saint-Yves. Verder op een eilandje, dat met rotsblokrestanten bezaaid is, het Château de Costaérès, waarvoor een middeleeuwse burcht als voorbeeld heeft gediend.
Hier heeft de schrijver, Henryk Sienkiewicz (1846-1916), auteur van het boek  Quo Vadis , enige tijd gewoond.
In Ploumanac'h, vlak bij de vuurtoren die ook uit roze graniet is opgetrokken, bevindt zich een belangrijke post van de SNSM, Société Nationale de Sauvatage en Mer. Aan een lange boothelling staat hier een hangar met daarin een reddingsboot. In het hoogseizoen ligt deze boot vaak "klaar voor gebruik" op de boothelling, wat steeds veel toeschouwers lokt.

## Externe links

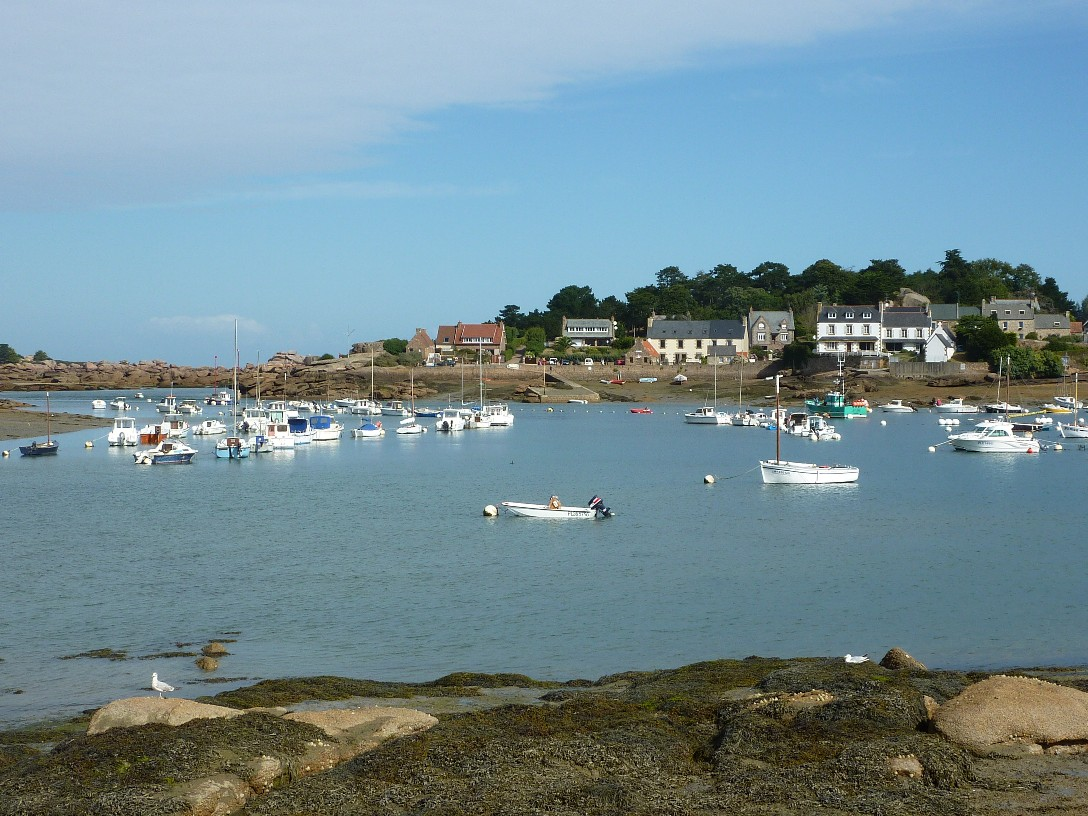

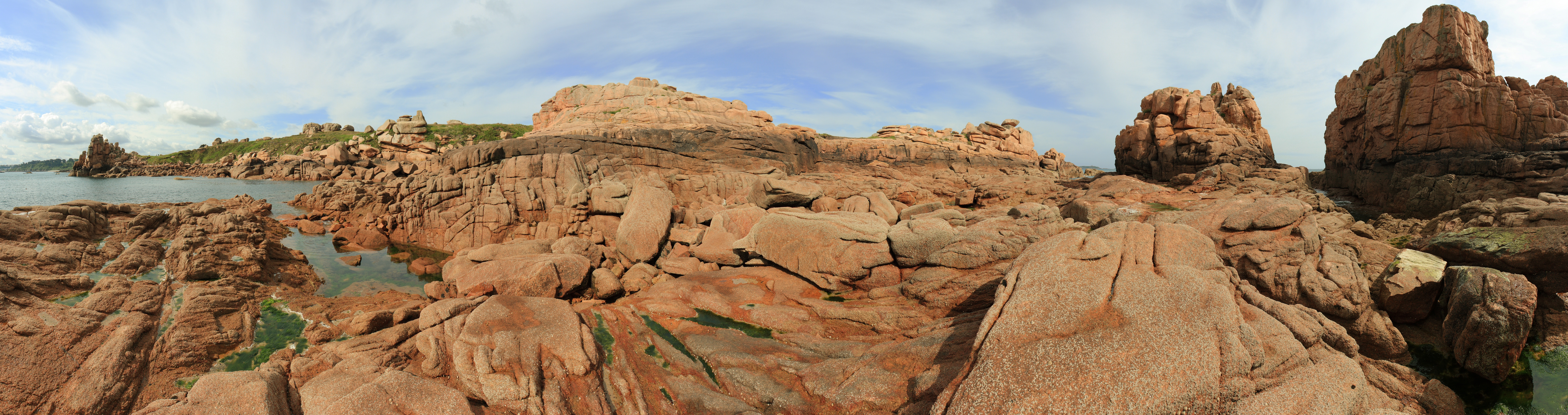
Rotskust van roze graniet bij Ploumanac'h
links op de achtergrond de rotsformatie "Ar Skevell".